# Kura (reka)
Kura (armensko Կուր, Kur; azerbajdžansko Kür; starogrško Cyrus; gruzinsko მტკვარი, Mt'k'vari; kurdsko rûbara kur; turško Kura) je 1515 km dolga reka na Kavkazu, ki izvira na severovzhodu Turčije in teče proti vzhodu skozi Gruzijo kot Mtkvari in zopet kot Kura skozi Azerbajdžan do izliva v Kaspijsko jezero. Vanjo se stekajo vode z južnih obronkov Velikega Kavkaza in severnih obronkov Malega Kavkaza, preko glavnega pritoka Aras pa še z južnih obronkov Malega Kavkaza.
Regija je naseljena že od pradavnine in arheološki dokazi o kmetijstvu v dolini Kure so stari prek 4500 let. Kasneje so se tu razvile kompleksne civilizacije, ki pa so do leta 1200 n. št. večjidel propadle zaradi naravnih nesreč in vdorov tujih zavojevalcev. Izrabljanje gozdov v porečju je vodilo do erozije in vse močnejših poplav v 20. stoletju. V času Sovjetske zveze so bili na reki zgrajeni številni jezovi in kanali za izkoriščanje za električno energijo in namakanje, zaradi katerih je Kurin spodnji tok zdaj počasnejši in plitkejši. Poleg tega jo zmerno onesnažujejo industrijska središča, kot sta Tbilisi in Rustavi v Gruziji.

## Ime
Ime Kura je povezano z imenom Kira Velikega, ustanovitelja Ahemenidskega cesarstva, gruzijsko ime pa je Mt'k'vari (v stari gruzijščini Mt'k'uari) bodisi pomeni 'dobra voda' bodisi iz gruzijske oblike megrelske tkvar-ua (kot 'reka, ki gloda skozi gore') . Ime Kura so najprej sprejeli Rusi, kasneje pa evropski kartografi. V nekaterih evropskih definicijah reka Kura določa mejo med Evropo in Azijo .
Te reke ne smemo mešati z reko Kura v Rusiji, pritok reke Malke na zahodu v Stavropoljskem kraju ali reko Kur blizu Kurska, Rusija ali drugo reko Kur blizu Habarovska, tudi v Rusiji.

## Potek
Izvira na severovzhodu Turčije, v majhni dolini v Karskem višavju  Malega Kavkaza. Teče proti zahodu, nato proti severu in vzhodu mimo Ardahana in prečka v Gruzijo. Naredi lok na severozahod, nato pa v kanjon blizu Ahalcihe, kjer začne teči severovzhodno v približno 75 kilometrov dolgo sotesko in se izvije iz gora blizu Hašurija. Nato spet zavije in začne teči približno 120 kilometrov proti vzhodu in jugovzhodu, mimo Gorija, nato v bližini mesta Mcheta steče proti jugu skozi kratek kanjon in ob zahodni strani Tbilisija, največjega mesta v regiji. Reka teče strmo jugovzhodno mimo Rustavija in se na sotočju z reko Hrami obrne proti vzhodu, prečka mejo Gruzija-Azerbajdžan in se preko travnikov izliva v zbiralnik Šamkir in nato v zbiralnik Yenikend.
V nadaljevanju se Kura izliva v Mingečavrsko zajezitveno jezero, največje vodno telo v Azerbajdžanu, ki ga tvori jez v bližini istoimenskega mesta na jugovzhodnem koncu. Reki Iori (znana tudi kot Qabirri) in Alazani sta se včasih zlivali v reko Kura, vendar sta ti ustji zdaj potopljeni v jezeru. Ko zapusti zajezitev se reka odpravi na jugovzhod, kjer se sreča z večjim pritokom Tartarčaj v rajonu Barda in nadaljuje čez nekaj sto kilometrov široko namakano ravnico, zavije proti vzhodu blizu jezera Sarisu in kmalu zatem, pri mestu Sabirabad, prejme največji pritok Aras. Na tem sotočju naredi velik lok proti severu in nato teče skoraj proti jugu približno 60 kilometrov, mimo zahodne strani narodnega parka Širvan, preden se spet obrne proti vzhodu in izlije v Kaspijsko jezero pri kraju Neftçala.

## Porečje

### Naravne danosti
Večji del reka Kura teče v široki in globoki dolini med pogorji Visokega in Malega Kavkaza, glavni pritok Aras pa odmaka večino južnega Kavkaza in gorske verige skrajnega severnega Bližnjega vzhoda. Celotno Armenijo in večji del Azerbajdžana odmaka reka Kura, vendar Kura sploh ne teče skozi Armenijo. V porečju reke Kura so tudi Turčija, Gruzija in del severni Iran. Večina spremembe višine reke se zgodi v prvih 200 kilometrih. Medtem ko se reka začne na 2740 metrih nadmorske višine, je nadmorska višina 693 metrov , ko doseže Hašuri v osrednji Gruziji, takoj za gorami in le 291 metrov, ko doseže Azerbajdžan.
Spodnji tok reke teče skozi nižavje Kura-Aras, ki zajema večji del osrednjega Azerbajdžana in se naslanja na Kaspijsko jezero. Kura je po Volgi in Uralu tretja največja reka, ki se izliva v Kaspijsko območje. Njena delta je četrta največja med rekami, ki se izlivajo v Kaspijsko jezero in je razdeljena na tri glavne odseke ali 'rokave', sestavljene iz usedlin, ki jih je reka odlagala v različnih časovnih obdobjih. Pred letom 1998 je reka tekla vse do konca delte. Tistega leta je ušla iz svojega korita in začela odtekati proti zahodu, zadnjih nekaj kilometrov pa je ostala zapuščena. Verjame se, da je sprememba smeri posledica dviga gladine Kaspijskega jezera in velike poplave reke Kura.
Približno 174 kilometrov reke je v Turčiji, 435 kilometrov v Gruziji in 906 kilometrov v Azerbajdžanu . Približno 5500 kvadratnih kilometrov porečja je v Turčiji, 29.743 kvadratnih kilometrov v Armeniji , 46.237 kvadratnih kilometrov v Gruziji, 56.290 kvadratnih kilometrov v Azerbajdžanu  in približno 63.500 kvadratnih kilometrov v Iranu. Ob sotočju z reko Aras je odtočno območje pritoka dejansko za približno 4 % večje od Kure in je tudi daljše . Toda zaradi bolj sušnih razmer in enako intenzivne rabe vode je izliv reke Aras veliko manjši od Kure, zato se reka dolvodno od sotočja še vedno imenuje Kura. Približno 52 % toka reke izvira iz taline in ledenikov, 30 % iz podtalnice in približno 18 % iz padavin. Zaradi velike porabe vode številni manjši pritoki Kure ne dosegajo več, temveč izginejo na ravninah veliko kilometrov od prvotnih ustij. 

## Ekologija
Stepa zaznamuje sušne dele porečja reke Kura, travniki pa so pogosti v gorskih območjih. Območje reke Kura velja za del ekoregije odtoka Kura-južno Kaspijsko jezero. Nekateri deli reke tečejo skozi polpuščavsko okolje. Gozdna odeja je redka. Skoraj 60 vrst rib naseljuje reko Kuro in njene pritoke. Nekatere družine vključujejo činklje, belice, postrvi in krapovce, mnoge od teh rib pa so endemične za to regijo. Med rekami Kavkaza ima Kura največ endemičnih vrst. Zgornji tok reke ima veliko večjo biotsko raznovrstnost kot spodnji tok, ki je običajno bolj moten in onesnažen. Ta vzorec je viden tudi v večini pritokov, zlasti na večjih območjih, ki segajo v več podnebnih pasov, kot sta reki Aras in Alazani. Ob spodnjem toku Kure je veliko jezer in mokrišč, večina jih je nastala zaradi poplav, nekaj pa jih tvori namakalna odtočna voda. Veliko jezer se tvori tudi na ustju majhnih pritokov, ki večino časa ne dosežejo končnega cilja v Kaspijskem območju. Lokalno ime teh jezer je mrtvo jezero ali mrtva voda, kar kaže na to, da ta jezera nimajo veliko biotske raznovrstnosti .

## Gospodarstvo in raba
Nekdaj plovna do Tbilisija, največjega mesta ob reki, se je količina vode v reki Kura v 20. stoletju močno zmanjšala zaradi obsežne uporabe za namakanje, komunalne vode in hidroelektrarne. Kura velja za eno najbolj obremenjenih porečij v Aziji. Večina vode prihaja iz taljenja snega in redkih padavin v gorah, kar vodi v hude poplave in obilo vode kratek čas v letu (na splošno v juniju in juliju) ter do relativno nizkega trajnostnega osnovnega toka. Gozdna odeja je redka. Zlasti v porečju rek Kura in Aras večina vode, ki pade v visokogorju, zato odteče namesto da bi oskrbela podtalnico. Poskusi obvladovanja poplav vključujejo izgradnjo nasipov in jezov, od katerih je največje Mingečavrsko zajezitveno jezero za 80 m visokim nasipom, ki zadržuje več kot 15,73 kubičnih kilometrov vode. Zaradi visoke vsebnosti usedlin v porečju Kure je učinkovitost teh poplavnih naprav omejena in se vsako leto zmanjšuje.
Namakalno kmetijstvo je bilo že od antičnih časov med glavnimi gospodarskimi temelji spodnjega toka reke Kure . Zaradi vode, odvzete za uporabo za namakanje, ki je prej tekla v strugi, do 20 % vode ni več doseglo Kaspijskega jezera. Več kot 70 % vode v reki Iori (Qabirri), večjem pritoku Kure, se porabi, preden doseže Mingečavrsko zajezitveno jezero. Od 4.525.000 hektarjev kmetijskih zemljišč v spodnjem porečju reke Kure se namaka 1.426.000 hektarjev ali približno 31 %. Veliko vode, ki se iz reke preusmeri za namakanje, gre v nič zaradi puščanja kanalov, izhlapevanja, slabega vzdrževanja in drugih vzrokov. Puščajoča voda povzroča naraščanje podzemne vode, na nekaterih območjih je je toliko, da je približno 267.000 hektarjev zemljišč tako namočenih, da niso več primerna za kmetijstvo. Približno 631.000 hektarjev namakanih zemljišč ima zaradi vsebnosti mineralnih snovi nevarno visoko vsebnost soli. Od tega je 66.000 hektarjev izredno zasoljenih. Namakalna povratna voda, ki jo v reko vrne obsežen, vendar zastarel drenažni sistem, prispeva hudo onesnaženje. Nekaj te degradacije izvira tudi iz industrijskih in komunalnih odpadnih vod.

## Zgodovina
Ljudje živijo ob reki Kura že vsaj 7000 let. Starodavni prebivalci nižavja Kura-Aras so reko poimenovali Mati Kür, kar kaže na pomen reke za regijo. Prvo namakalno kmetijstvo se je začelo pred približno 4500 leti v vzhodnih Azerbajdžanskih nižinah. Pravočasno so bili ustanovljeni trgovski centri, vključno z enim v Mingačevirju v Azerbajdžanu in drugim v Mcheti v Gruziji.
Najdišče pri Mingačevirju (verjetno Sudagylan ), ki ga je prvič v 1940-ih odkril arheolog G. I. Ione, je imelo »sedem pravokotnih peči ... komora za gorivo je bila trapezna. Notranji zidovi in tla so bili prekriti s posebnim premazom. Te peči so bile pripisane 3. stoletju pred našim štetjem [pred 2300 leti]. Število peči in količina surovega materiala kaže na trgovsko središče« . Naselje je bilo verjetno uničeno zaradi požara okoli leta 600, vendar je to negotovo. Morda najbolj znano od starodavnih naselij ob Kuri je 'jamsko mesto' v Uplisciheju v Gruziji, ki je bilo prvič naseljeno že pred 3500 leti. Mesto, vklesano v pečino na bregu Kure, ki obsega površino 8 hektarjev, vsebuje podzemne bivalne prostore, komunalne komore, prostore za bogoslužje, shrambe, vse povezano z mrežo prehodov. Svoj vrhunec je doseglo pred približno 1100 leti kot politično, versko in kulturno središče regije, vendar je v 13. stoletju padlo pod mongolskimi napadalci .
Čeprav je bilo namakalno kmetijstvo že tisočletja dobro uveljavljeno, do 1920-ih človek ni pomembno vplival na ekologijo ali hidrologijo porečja reke Kura. Takrat se je začela sečnja, paša in zlasti kmetijstvo je resno vplivalo na vodno razpoložljivost porečja. Številna gozdnata območja v gorah so zaradi sečnje nadomestila tanka travnata zemljišča. Te spremembe habitata škodujejo ekologiji porečja Kure. Po letu 1920 so tudi izsušili močvirna območja in ustvarili zbiralnike za lažje razvijanje namakanja v spodnjem porečju doline Kura .
V 1950-ih in 1960-ih, ko je bila Kavkaška regija del Sovjetske zveze, se je začela gradnja številnih zbiralnikov in drugih vodnih gradenj. Med večjimi zbiralniki v povodju Kure je bil eden najzgodnejših pri vasi Varvara zgrajen leta 1952. Obsežna gradnja jezov se je nadaljevala do 1970-ih.